# Abbaye d'Øm
L'abbaye d'Øm est une abbaye en ruines de l'Ordre cistercien. Fondée en 1172 dans la paroisse (da) de Gammel Rye (da), à l'est du Jutland, elle perdure jusqu'en 1561, date à laquelle elle est fermée puis détruite.
Elle est en particulier connue pour l'Øm Klosters Krønike, chronique médiévale du monastère rédigée entre 1207 et 1268. Un musée ouvert en 1911, l'Øm Kloster museum (da), est spécialement dédié à l'abbaye et à son histoire.

## Localisation

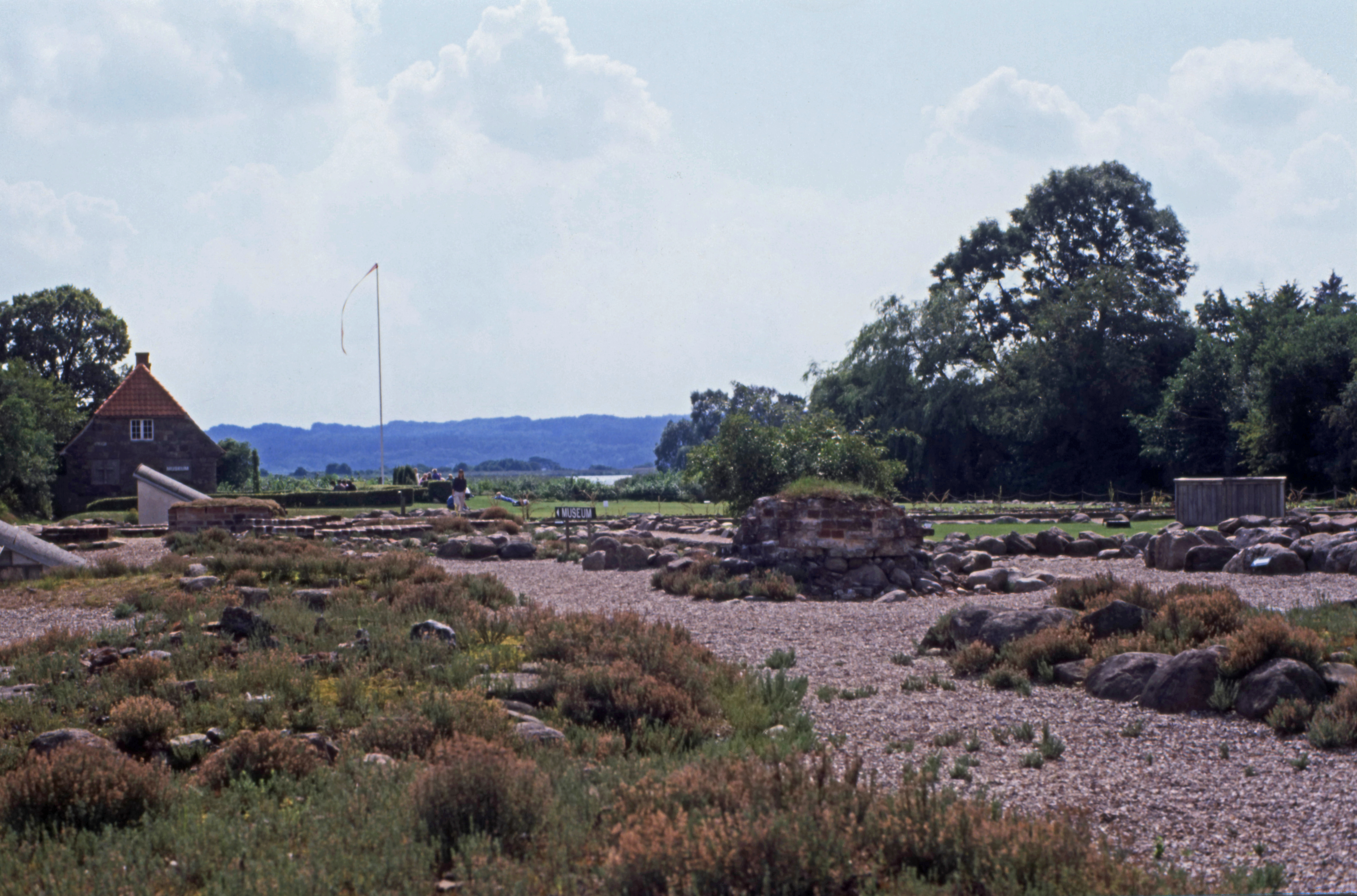
Le site et les ruines de l'abbaye.

L'ancienne abbaye d'Øm est située entre le lac Mossø (da) au sud et le petit lac Gudensø au nord.

## Histoire

### Fondation
En 1172, un groupe de moines cisterciens venu de Vitskøl (de) fonde l'abbaye d'Øm sur la rive septentrionale du lac de Mossø (da). Mais cette fondation a été précédée d'une période de sept années d'errance, entrecoupée de plusieurs tentatives de fondation dans plusieurs lieux danois, notamment à Sminge (da), Veng (en) et sur la petite île de Kalvø, sur le lac de Skanderborg (da). Certaines sources retiennent ces premiers établissements comme fondations préalables d'Øm et retiennent donc la date du 16 février 1166 comme celle de la fondation de l'abbaye,.
À l'époque de la fondation, les moines sont en très bons termes avec Sven (da), évêque d'Aarhus de 1166 à 1191 environ.

### Développement de l'abbaye
Le développement de l'abbaye est particulièrement lent. La communauté végète pendant plusieurs siècles avant de connaître une importante période d'expansion aux XVe et XVIe siècles. Ce développement est lié à un accroissement important des revenus de l'abbaye, notamment du fait de dons plus importants et de la propriété du bourg de Rye, renommé ensuite Gammel Rye (da).
L'abbaye médiévale vit notamment du brassage de la bière ; celle d'Øm se caractérise notamment par l'introduction de cèpes dans le brassage.
Au milieu du XIIIe siècle, l'abbaye entre en conflit avec plusieurs évêques successifs d'Århus (da), à commencer par Peder Ugetsen (da), évêque entre 1249 et 1260, qui souhaite demeurer à l'abbaye contre la volonté des moines. Ce premier conflit se résout à l'amiable. Son successeur Tyge (da) est moins arrangeant, car il souhaite avoir droit de regard sur les affaires du monastère, alors que les abbayes cisterciennes ne relèvent que de leur maison-mère et du pape.

### Historiographie et chronique
La chronique de l'abbaye d'Øm est un livre latin dont le titre médiéval est Exordium monasterii quod dicitur Carae Insulae (« Le début du monastère appelé l'Île aux Cerfs »). Les sources récentes l'évoquent plutôt sous le nom Øm Klosters Krønike, ou « Chronique de l'abbaye d'Øm ». L'ouvrage est conservé à la Bibliothèque royale de Copenhague.
La première partie de la Chronique relate la fondation du monastère et les acquisitions faites par la communauté. La seconde moitié narre le conflit entre l'abbaye et les évêques d'Århus (da) au milieu du XIIIe siècle. La chronique contient de nombreuses copies de lettres et de privilèges, ainsi qu'une liste d'abbés. La période couverte par les deux récits commence en 1207 et se termine vers 1268.

### Fin de l'abbaye
La Réforme entre en vigueur au Danemark en 1536. Toutefois le monastère n'est pas fermé. Le roi acquiert la possibilité de choisir l'abbé, les moines sont libres de partir ou de rester, et l'abbaye est tenue de former des pasteurs luthériens. Une des raisons de la volonté royale de conserver temporairement l'abbaye est la possibilité pour Frédéric II d'y loger lors de ses parties de chasse dans la région. Il renomme « Øm » en « Emsborg ». En 1554, le dernier abbé d'Øm, dresse un inventaire complet des biens du monastère.
À partir de 1561 toutefois, le souverain décide de fortifier le château de Skanderborg (da), et démolit l'abbaye pour s'y procurer des matériaux : le bâtiment est arasé jusqu'aux fondations.

## L'abbaye

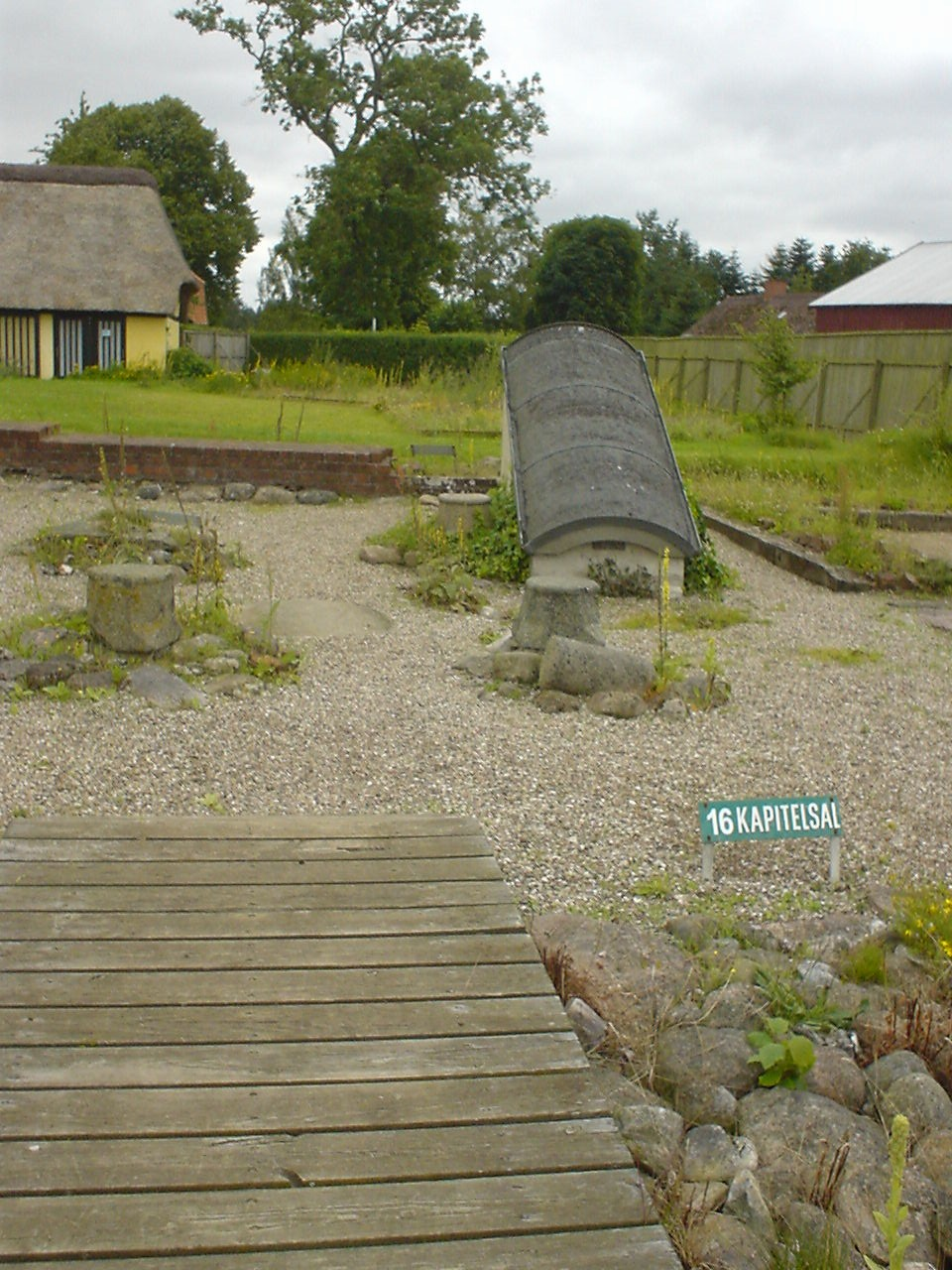
Les fondations de l'ancienne salle capitulaire.

Le chantier de l'abbaye médiévale d'Øm est particulièrement long et ses bâtiments ne sont achevés que vers 1450. Pendant près de trois siècles, les moines ne disposent que de l'église abbatiale, fermant le cloître au sud, et du bâtiment des moines situé à l'est, ces deux derniers étant complètement achevés en 1257.
À partir de 1896, des fouilles archéologiques sont menées sur le site de l'abbaye ; elles mettent au jour des bâtiments datés du XIIIe au XVIe siècle. Les faits rapportés par la Chronique, et notamment la reconstruction en briques de l'église abbatiale en 1257, sont confirmés par les découvertes archéologiques. Les fouilles permettent également de retrouver quelque neuf cent tombes, qui ne se limitent pas exclusivement à celles des moines. L'évêque Peder Elavsen est ainsi également identifié parmi les squelettes enterrés dans l'enceinte de l'abbaye.